# MPSolve

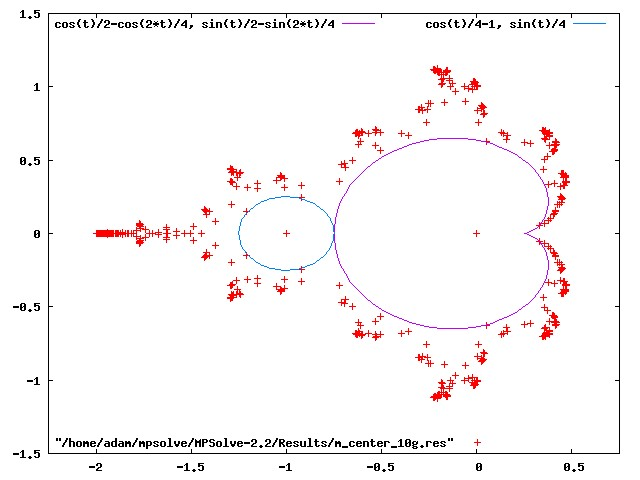
Punkty centralne składowych zbioru Mandelbrota dla okresu 10 i jego dzielników. Oznacza to, że wielomian, którego zera są tymi punktami, miał stopień 2^{10-1} = 2^{9} = 512

MPSolve (ang. Multiprecision Polynomial Solver) – program do numerycznego obliczania miejsc zerowych wielomianów jednej zmiennej. Używa metody Abertha.
Algorytm jest opisany w pracy: "Design, Analysis, and Implementation of a Multiprecision Polynomial Rootfinder" autorstwa D. A. Biniego oraz G. Fiorentino opublikowanej w Numerical Algorithms, numer 23 (2000), strony 127-173.
Program został napisany w ANSI C i korzysta z GNU Multi-Precision Library.
Dzięki wykorzystaniu biblioteki GMP pozwala na obliczanie zer wielomianów o bardzo dużym stopniu, np. 6400.
Pracuje w trybie konsoli, jest uruchamiany z linii komend. 
Program jest uruchamiany za pomocą polecenia unisolve (ang. univariate polynomial solver).
Program wyświetla wyniki na ekranie lub zapisuje je do pliku, który może być wykorzystany do tworzenia wykresów za pomocą programu Gnuplot.